# 시쥐역
시쥐역(중국어: 西局站)은 중국 베이징시 펑타이구 펑타이 가도 니와 동로·펑관로 교차로 북측에 위치한 베이징 지하철 10호선과 14호선의 환승역이다.

## 위치
시쥐역은 리쩌교 서쪽 펑타이 북로(동서 방향)와 서3환남로의 교차로에 위치한다. 10호선은 남북 방향, 14호선은 동서 방향으로 배치되며, 두 노선의 역이 'T'자 형태로 교차한다.

## 역 구조
두 노선 모두 1면 2선 섬식 승강장 형태의 역으로 14호선 역은 10호선 역 위에 위치한다.
| 지면층                              | 가도                            | A-G출입구                                       |
| 지하 1층 10호선 및 14호선 대합실 층 | 대합실                          | 보안 검색대, 고객센터, 자동 매표기, 출입 게이트 |
| 지하 2층 14호선 승강장              | ←                               | ■ 14호선 장궈좡 방면 (치리좡)                   |
| 지하 2층 14호선 승강장              | 섬식 승강장, 왼쪽 출입문이 열림 |                                                 |
| 지하 2층 14호선 승강장              | →                               | ■ 14호선 산거좡 방면 (둥관터우)                 |
| 지하 3층 10호선 승강장              | ←                               | ■ 10호선 내선 순환 (류리차오)                   |
| 지하 3층 10호선 승강장              | 섬식 승강장, 왼쪽 출입문이 열림 |                                                 |
| 지하 3층 10호선 승강장              | →                               | ■ 10호선 외선 순환 (니와)                       |

### 대합실
시쥐역 대합실은 지하 1층에 위치하고 두 노선이 'T'자 형태로 교차한다. 베이투청 역과 비슷하게 2개 노선의 역이 공유하는 대합실이다.

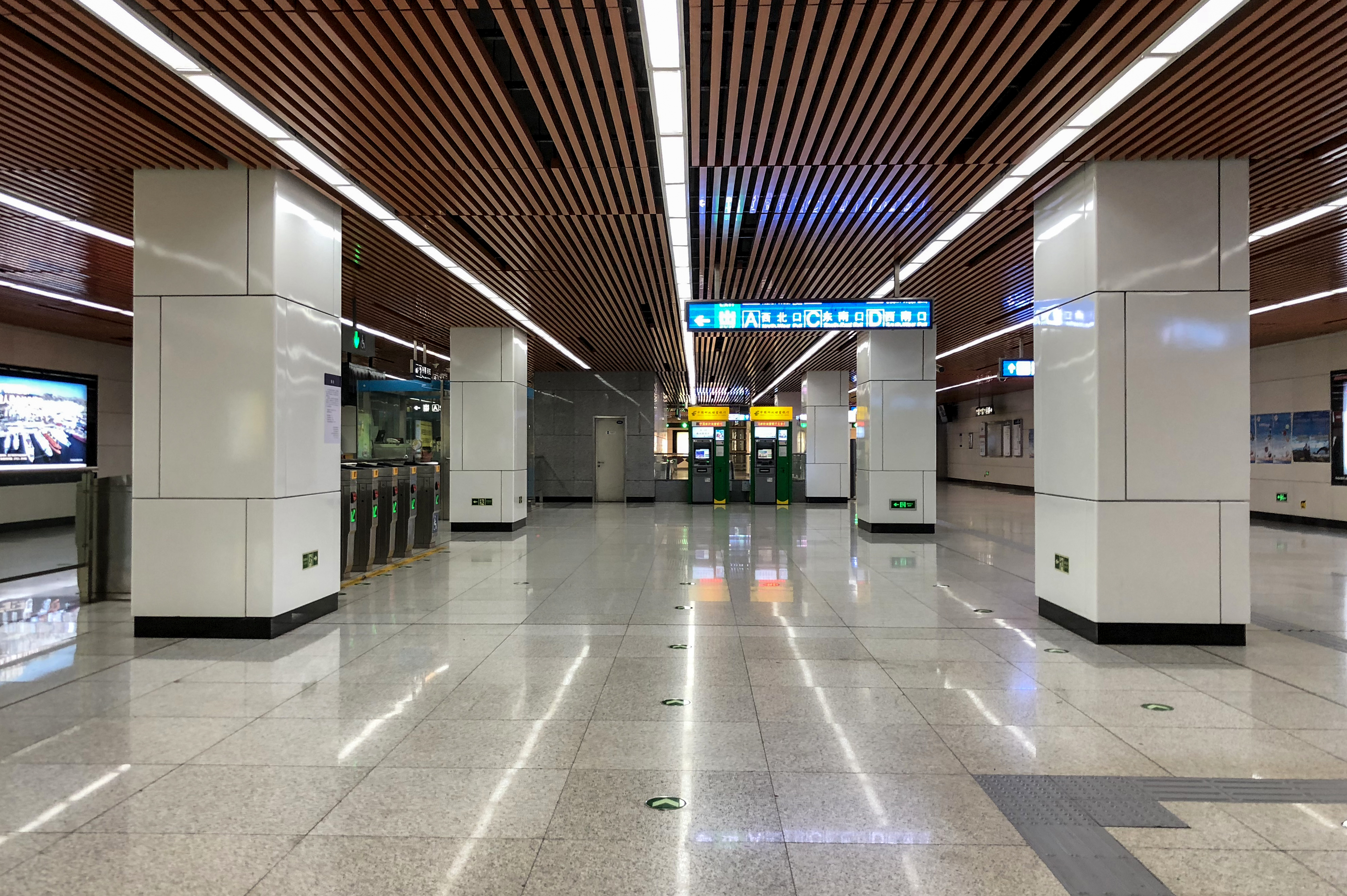
10호선 대합실(2018년 7월 촬영)
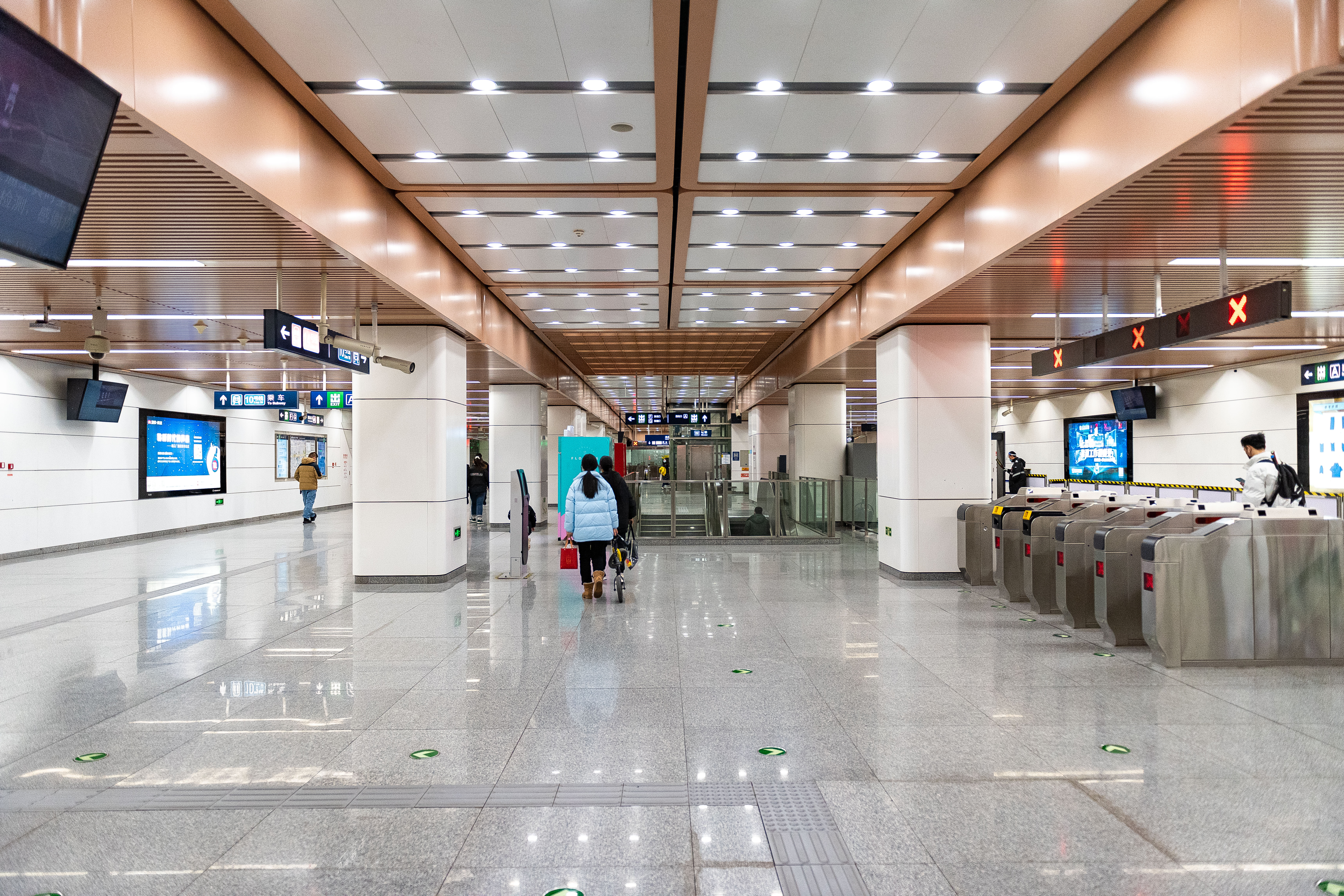
14호선 대합실(2022년 1월 촬영 사진)

### 승강장 및 환승
14호선 시쥐역 승강장은 지하 2층에, 10호선 승강장은 지하 3층에 위치한다. 10호선 승강장 남쪽 끝과 14호선 승강장 동쪽 끝에 건넘선이 존재한다. 이 역 남동쪽에 10호선과 14호선을 연결선이 존재한다. 14호선 승강장 중앙에는 10호선 승강장 북쪽 끝으로 이어지는 일방통행 환승 계단이 있고, 10호선에서 14호선으로 환승하려면 역 로비를 통해 환승이 가능하다.

## 출구
역에는 총 5개의 출입구가 있으며, 이 중 A출구는 10호선과 14호선이 공유하고, 10호선은 C, D출구, 14호선은 F, G출구로 나뉜다.
|                                                                     |                            |                                                      |      |             |
|                                                                     |                            |                                                      |      |             |
| 출구                                                                | 지시                       | 출구 인근                                            | 사진 | 무장애 시설 |
| ■ 10호선 역사와 연결                                                |                            |                                                      |      |             |
| 出口 · A                                                            | 펑타이 북로(丰台北路) 남측 | 진탕 쇼핑센터(金唐购物中心)                          |      |             |
| 出口 · C                                                            |                            | 리쩌징위안(丽泽景园)                                 |      |             |
| 出口 · D                                                            | 니와로(泥洼路) 동측        |                                                      |      | 빈칸        |
| ■ 14호선 역사와 연결                                                |                            |                                                      |      |             |
| · 본 입구의 에스컬레이터는 지상에서 역 대합실 층으로 직접 연결 불가 | 펑타이 북로(丰台北路) 북측 | 리쩌톈디(丽泽天地)                                   |      |             |
| 出口 · G                                                            | 펑타이 북로(丰台北路) 남측 | 진탕 쇼핑센터(헝타이 플라자)(金唐购物中心(恒泰广场)) |      | 빈칸        |
| 아이콘 설명: 엘리베이터                                             |                            |                                                      |      |             |